# آنیا روکر
آنیا روکر (آلمانی: Anja Rücker؛ زادهٔ ۲۰ دسامبر ۱۹۷۲)  دونده سرعت زن اهل آلمان بود.